# Lofthouse
Lofthouse è un paese della contea del West Yorkshire, in Inghilterra.